# 张春桥
张春桥（1917年2月1日—2005年4月21日），山东巨野人，文化大革命时期中华人民共和国的重要政治人物，原正国级领导人，曾任中共中央政治局常委、中华人民共和国国务院副总理、中共中央军事委员会常委兼中国人民解放军总政治部主任、南京军区政委、上海市革命委员会主任、中共上海市委第一书记等要职。张是 “四人帮”成員之一，在毛泽东去世后于怀仁堂事变中被捕、监禁，在保外就医期间因病去世。

## 生平

### 早年岁月
张春桥于1917年2月生于山东巨野，其曾祖父和祖父都曾长期担任为官府包揽钱粮征收的胥吏:8-9，其父张开益毕业于山东公立医专，曾任高苑县邮政局长，陈留、杞县烟酒税局长等职务:10。张春桥是家中长子，有五个弟弟和一个妹妹。
1927年，张春桥随母亲宋惠卿前往开封，与在冯玉祥军中做事的父亲一同生活。在开封期间，张春桥读完了小学，并考入了开封明伦中学，但不久中原大战爆发，冯军战败，其父张开益回到济南，张春桥也返回巨野老家:14。
1931年春，14岁的張春橋来到济南，同年秋进入山东济南私立正谊中学读初中:14。在校期间，张春桥开始撰写诗歌、散文等，发表在济南、北平、上海等地的报纸、杂志上。在三年级时，其获得的稿酬即足以支付学校的学费和书本费用:15-16。
1933年春，济南高级中学学生李树慈与张春桥、马吉峰等人发起一个文学组织“华蒂社”，张春桥曾在《华蒂》杂志上发表多篇文章。李树慈是国民党复兴社成员，“华蒂”是英文“WHAT”的音译，同时也意为“中华法西斯蒂”:19。张春桥在1956年称：“我当时对李树慈这样的人也没有恶感，以为他也是一个文学青年。不久，我就听到传闻说李树慈是蓝衣社（即复兴社）份子，感到给他写稿是上当，就不和李树慈往来了。”:21“四人帮”被捕之后，此事成了中共官方指责张为“国民党特务”的证据。
1934年夏，张春桥从私立正谊中学毕业，之后前往北平参加铁路局招收练习生的考试，因眼睛高度近视未被录取:22。张春桥回到巨野后继续给各家报刊投稿，试图以此为生，这一时期，他极力想引起文坛的注目，其文学评论专门以著名作家为批评对象，戴望舒、老舍、臧克家等人均受到过张的攻击:24。
1935年5月12日，张春桥不辞而别，离家前往上海，借住在作家陈白尘、于黑丁等人家中:27。不久，进入上海杂志公司当校对，但因其标点的《柳亭诗话》错误百出，旋即被公司解雇:29。
1935年10月，在尤克的介绍下，张春桥加入“左联”，在秘书处下属的小说研究委员会活动。但“左联”不久后被解散，引发了“国防文学”和“民族革命战争的大众文学”之争。1936年3月15日，19岁的张春桥以笔名“狄克”在《大晚报》副刊《火炬》上发表《我们要执行自我批判》的文章，响应周扬提出的“国防文学”口号，批评作家田軍的作品《八月的鄉村》不够真实。作为《八月的鄉村》的序言作者，鲁迅在同年4月16日写了《三月的租界》一文，维护田軍，讽刺狄克，张春桥随后写信给鲁迅辩解。发表张春桥这篇批判文章的《大晚报》副刊《火炬》的主编崔万秋在1949年被证实为军统特务，“四人帮”被捕后中共官方据此指责张“服务于特务崔万秋麾下从事文化运动，化名狄克疯狂攻击鲁迅”。
1936年4月，张春桥在上海加入了宋振鼎、林福生等人自行组织的一个中共预备党员委员会。该组织后被吴仲超代表中共明令予以解散，但张春桥将其参加该组织算作参加共产党。

### 宣傳生涯
1937年8月日军进攻上海，发动八一三事变。9月，张春桥离开上海，返回济南，在其父亲的同乡及前同事赵福成（赵福承、赵君弼）家中暂住。赵为复兴社山东省负责人秦启荣手下的特务，当年12月，济南被日军占领前夕，张春桥离开赵福成家去延安，赵福成则随后在日伪政权任职济南警察局局长，并提拔张春桥之父张开益为庶务主任:58-59。1950年，赵福成交待他当年送了张一件大衣，“我知张，张不知我。”1976年底，“四人帮”被捕之后，赵福成改口供为受秦启荣密令关照复兴社特务张春桥，中共官方说法为张春桥“奉山东复兴社特务头子秦启荣之命，由复兴社特务赵福成掩护，伺机潜入我根据地。”
1937年12月中旬，张春桥与其弟张秋桥一同从巨野出发前往延安，次年1月7日抵达，张春桥被分配到陕北公学政治部任校刊编委会的秘书。8月，由陕北公学校部秘书、党支部书记顾光斗和陕北公学同学会工作的党小组长雄飞介绍，加入中国共产党，并于次年2月转正。1939年2月，调至陕北公学关中分校任校刊编委会宣传部长，12月任华北联大宣传科长，后调任生活指导科长:75。1941年7月1日，张春桥写下了《毛泽东之歌》，经音乐家卢肃谱曲后，歌曲在晋察冀及各解放区流行。但在之后的延安整风以及1951年，这首歌曾多次被批评:18-20。
1942年，张春桥被分配至晋察冀边区北岳区党委任宣传部干事，1943年9月任中共晋察冀分局宣传部宣传科副科长:79。1944年4月调任《晋察冀日报》编委会委员，6月任副总编辑，1945年9月任编辑部部长:81。1947年11月18日，中共石门市委机关报《新石门日报》创刊（1948年1月改称《石家庄日报》），张春桥任总编辑，并兼任市委委员:85，1948年7月任报社社长，兼任石家庄市政府秘书长（市长柯庆施）:88。
1949年5月随解放军进入上海，在新華社華東分社和華東局宣傳部任副社長和副局長。10月在中华人民共和国成立以后任华东新闻出版局副局长（至1953年1月），兼任《解放日报》副社长。1951年10月，接替因“漏登斯大林贺电”事件被调职的恽逸群，任《解放日报》社长:29-30。這時正值三反五反，《解放日報》日日有社論，週週有典型，辦的有聲有色。1953年的“新三反”运动中，因《解放日报》对干部进行批评的力度过大，张春桥被华东局和上海市委领导谭震林、陈丕显等人批评，并做了检讨:43-44。1954年1月，鄧拓帶領中國新聞代表團赴蘇聯訪問，張春橋也一同前往。期间，张春桥向老领导邓拓请求帮助，希望离开上海前往北京人民日报社工作，但因陈毅向潘汉年打招呼阻止而未成行。1955年1月升任解放日报社总编辑後，組建了讀者來信組，發揮群眾來信作用。後來還辦了小品文的欄目，讓馮雪峰批判的雜文起死回生。此时中共中央開展對胡風的批判，《解放日報》也開展了對他的批判，姚文元在文藝會堂的發言給張春橋留下了印象，於是請他到報社來合作，亲自指点:53。8月，調離《解放日報》，到上海市委文藝工作部任部長。1956年當選中共上海市委委員。
1957年4月，他担任上海市委的專職常委，事实上成为市委第一书记柯庆施的高级秘书:64。1958年，大躍進開展後，发表文章《破除资产阶级法权思想》，批判等级工资制度，赞扬供给制，深为毛泽东赞赏:89。1959年到1961年，張春橋擔任中國人民對外文化協會上海分會的會長，接待來訪的名人。1962年6月至1965年5月任中共上海市委政治研究室主任。1963年3月至1965年6月任中共上海市委宣传部部长，1963年12月至1965年3月任中共上海市委书记处候补书记，期间曾在柯庆施的指示下，协助江青进行“京剧革命”。1965年，张春桥协助毛泽东、江青在上海组织批判《海瑞罢官》，指导姚文元写出了《评新编历史剧〈海瑞罢官〉》 :159，揭开了文化大革命的序幕。

### 文化大革命时期
1966年初，在毛泽东的指示下，张春桥先后参与修改《林彪同志委托江青同志召开的部队文艺工作座谈会纪要》、《五一六通知》等文化大革命指导性文件:177,189。1966年5月28日，中央文化革命小组成立，张春桥被任命为副组长，从此进入中央工作。在1966年8月1日至12日举行的中共八届十一中全会上，张春桥参与了对刘少奇的批判，并在12月18日指示蒯大富，让其在社会上公开点名批判刘少奇。
11月11日，他從北京到上海著手處理安亭事件，过程中违背上海市委和文革小组顾问陶铸的指示，在工总司的五项条件上签字。此举在事后得到了毛泽东的认可：“可以先斩后奏”，张春桥并未被追究责任:244。1967年1月3日，张春桥再度被毛泽东派至上海了解运动情况，他与姚文元、王洪文在上海發動了“一月风暴”，打倒了以陈丕显为首的上海市委，自此全國開始刮起奪權風。一月风暴期间，发生了“一·二八”炮打张春桥事件，张春桥受到了造反组织“红革会”的冲击，但因毛泽东口授中央文革小组发出“特急电报”支持张春桥，“红革会”最终垮台:244。2月12日，张春桥返回北京，16日，在怀仁堂召开的中央政治局碰头会上，张春桥打倒陈丕显的做法遭到了老领导谭震林的严厉批评，与会的其他元老也纷纷批评中央文革。当天晚上，张春桥、姚文元、王力三人到毛泽东处汇报了会议的情况，之后毛泽东反击，元老们的行为被定性为“二月逆流”。2月18日，张春桥、姚文元返回上海，组建上海市革命委员会，在毛泽东的支持下，张春桥担任革委会主任。1967年至1968年间，张春桥经常不在上海，中央文革小组副组长的身份，使他经常要回北京或去其他省份处理问题:809。
1968年4月12日凌晨，第二军医大学“红旗”、文汇报“为什么战斗队”等组织在上海各处张贴炮打张春桥的标语，宣称“揪出杨、余、傅的黑后台”、“狄克攻击鲁迅罪该万死”等。这次炮打张春桥背后有林彪集团的支持，当晚，在江青的要求下，军委办事组下令军队不得参与炮打，事件平息:913-936。
1969年初，陈伯达起草的中共九大政治报告被毛泽东否定，大会最终使用了张春桥、姚文元起草，毛泽东多次修改的稿子，以继续革命论为指导，分析了文革的准备和实施过程，论证了文革的重要性和必要性。中共九大将继续革命论写入《中国共产党章程》。但报告人林彪一字未改，并拒绝签名:522。“九大”选举中央委员、中央候补委员时，江青、康生、张春桥、姚文元等人的票比全票少十余票，这是因为军委办事组的黄永胜、吴法宪等人指示一些军队代表不投他们的票。张春桥提出彻查，但被毛泽东制止，此后林彪集团和江青等人的矛盾逐渐激化。
1970年4月25日:294，毛泽东带着张春桥等前往苏州看望林彪，在谈话中问及林彪对周恩来的接班人有何考虑，并问道：“我年纪大了，你身体不好，你以后准备把班交给谁？”、“你看小张（张春桥）怎么样？”林彪未作答。过了一会儿林彪借谈反修防修的问题说：“还是要靠黄、吴、李、邱这些从小跟着主席干革命的人，要防止小资产阶级掌权。”:533。1970年8月14日，陈伯达、康生、张春桥、吴法宪四人在中南海开会讨论修改宪法问题，期间张春桥与吴法宪就三个副词（即林彪在《毛主席语录》再版前言中的口号‘毛泽东天才地、创造性地、全面地继承、捍卫和发展了马克思列宁主义’）争论激烈。会后吴法宪将情况汇报给叶群，导致林彪在8月23日庐山会议开幕的发言中“称天才”，不点名地批评张春桥。之后两天的小组会议上，张春桥受到参会人员激烈的批评。但由于毛泽东对张春桥的支持，会议形势不久后逆转，陈伯达被打倒，吴法宪也受到批判，与叶群等人一同被要求作检讨。1971年，“九·一三事件”发生后，张春桥听到周恩来宣布林彪死亡后，自己花钱买了茅台酒请中央政治局委员们举杯欢庆:557。
1973年8月，张春桥起草了中共“十大”报告，并在中共十届一中全会上晋升中共中央政治局常委，党内排名第八。9月，周恩来、邓颖超陪同访华的法国总统蓬皮杜到上海，期间邓颖超特地拜訪了上海市委大院中幾乎所有的新老幹部，卻有意不去張春橋家，還公開地揚言：“只有一家沒有去。不去的原因，你們大家一想就可以想到的。”借张春桥妻子文静的叛徒问题打击张春桥，不久张春桥与文静离婚。同年底，张春桥作为批周“帮助小组”成员，参与了对周恩来外交工作“右倾投降主义”的批评:577。1974年12月，周恩來還在最後一次見到毛澤東、談四屆人大人事安排時，當面提出張春橋的「歷史問題」，以阻止張春橋當總理。
1975年1月5日，中共中央发出一号通知，任命邓小平为中央军委副主席兼总参谋长，同时任命张春桥为总政治部主任。在随后举行的四届人大上，张春桥就任副总理，分管文化和教育。1975年3月1日，张春桥在全军各大单位政治部主任会议上发表讲话，提出经验主义是当前的主要危险，要以“反经验主义”为纲。江青、姚文元等人也一同攻击周恩来和邓小平搞“唯生产力论”，随后由于毛泽东的批评，“反经验主义”运动被迫停止。1975年12月张春桥访问了红色高棉治理下的民主柬埔寨，返回时分管外交的邓小平前往迎接，但双方气氛已经非常冷淡:700。
1976年1月8日，国务院总理周恩来因膀胱癌病逝，1月12日的中共中央政治局会议上，张春桥提议由叶剑英在周恩来追悼会上致悼词，遭到叶剑英反对。叶剑英提议由邓小平致悼词，得到与会绝大多数政治局委员同意。由于江青、张春桥、姚文元等人压制对周恩来的悼念活动的报道，持续推动批判已经被剥夺权力的邓小平，引起了全国的抗议活动。3月25日，文汇报头版出现“党内那个走资派要把被打倒的至今不肯改悔的走资派扶上台”的报道，被普遍理解为影射“周恩来要把邓小平扶上台”。几天后，南京的学生、工人首先上街抗议，“把赫鲁晓夫式的野心家、阴谋家、两面派的张春桥揪出来示众！”、“誰反對周總理就打倒誰！”、“揪出《文匯報》黑後臺！”等标语出现在南京街头和开往北京的列车上:727。
抗议最终引发了“四五运动”。4月5日，在人民大会堂举行的政治局会议上，张春桥当面指责邓小平「你就是纳吉」:731。（见匈牙利事件）

### 被捕与晚年
1976年9月9日，毛泽东去世，张春桥成为仅剩的四名政治局常委之一（另外三人为华国锋、王洪文和叶剑英）；同年10月6日晚8点，华国锋联合叶剑英、汪东兴等，在中南海怀仁堂以开会的名义诱捕了张春桥等“四人幫”成員。张春桥被华国锋宣布进行隔离审查。1977年4月，张春桥被转运至秦城监狱关押:779。
1977年7月，中共十届三中全会决定开除张春桥的党籍并撤销其党内外一切职务。
1980年11月20日至1981年1月25日，最高人民法院特别法庭在北京市东城区正义路1号公开审理“林彪、江青反革命集团案”。张春桥在法庭上的表现特别引人注目。他一言不发，以漠视对抗法庭。1981年1月25日，被中华人民共和国最高人民法院特别法庭作为“林彪、江青反革命集团案”的主犯判处死刑，缓期两年执行，剥夺政治权利终身。1983年1月25日，最高人民法院刑事审判庭作出裁定，鉴于张春桥在死刑缓期执行期间无抗拒改造恶劣情节，依法将对其原判处的死刑缓期2年执行减为无期徒刑，原判处的剥夺政治权利终身不变。1997年12月减为有期徒刑18年，剥夺政治权利10年，刑期至2015年12月止。1998年1月送保外就医，被安置在江苏江阴，因胰腺癌于2005年4月21日病逝于江阴，终年88岁。2005年5月10日，新华社发布了张春桥病亡的消息。

## 著作

### 代表作
- 《狄克给鲁迅的信》，1936年；
- 《毛泽东之歌》歌词，1941年；
- 《破除资产阶级的法权思想》，1958年10月13日《人民日报》；
- 《中共九大的政治报告》，1969年4月1日由林彪在九大上报告；
- 《中共十大的政治报告》，1973年8月24日由周恩来在十大上报告；
- 《关于修改宪法的报告》，1975年1月13日在第四届全国人民代表大会一次会议上；
- 《论对资产阶级的全面专政》，1975年第四期《红旗》 杂志。

### 文集
- 《访苏见闻杂记》，1954年华东人民出版社，共收8篇杂记。
- 《今朝集》1958年上海文艺出版社。共收杂文32篇。
- 《龙华集》1960年上海文艺出版社。共收杂文40篇。
- 《张春桥狱中家书》2016年香港中文大学出版社，收录1985-2003年写给家人的书信58封。
- 网络版《张春桥文录》，收1951.3-1976.6年的90篇文稿，并附1932.4-1976.6的著作年表。大同理想网2005年4月30日第1.1版
- 文革风云丛书04《张春桥的革命之路——济南·上海·延安·晋察冀》，收1932-1946的张春桥的文稿114篇，2015年12月台湾西西弗斯文化出版公司。
- 文革风云丛书05-06《毛泽东的理论家——张春桥与文革》（上下册），收1966.7-1976.10的张春桥的文稿114篇、存目2篇，2015年12月台湾西西弗斯文化出版公司。

## 评价
传统的中共历史记述中，张春桥被认为是“四人帮”中的“狗头军师”，是外表阴沉的“野心家”、“阴谋家”，意图“篡党夺权”。
在中共元老派眼中，张春桥被认为只不过是个“小文人”、“小记者”，在担任政治局常委后，张春桥亦曾对女儿张维维说过：“哪一块革命根据地是我开辟的？哪一支军队是我带出来的？哪一场战役是我打下来的？”:自序
许世友的评价：“戴眼镜，夹皮包；会总结，会提高；论思想，一团糟；打起仗来往后跑。”
宋永毅：“张春桥在文革中推行毛泽东的路线不遗余力……张春桥是坚定的理想主义者。”
高文谦：“他是毛泽东晚年思想的真正传人。他是一个搞政治的人，而不是见风使舵的投机者。”

## 家庭
曾祖父：张在文，曾担任巨野县衙壮班总役、“柜书”。
祖父：张协忠，袭任巨野县衙“柜书”，后任田赋征收处主任，于1946年去世。1956年1月被中共巨野县城关区委员会认定为“漏网地主”，家中土房7间、瓦房6间被没收。
父亲：张开益（1899-1972），毕业于山东公立医专，后考取邮务员，任高苑县邮政局长。之后投身军队，先后在吴佩孚、冯玉祥麾下任职。1931年返回济南任公安局卫生科三等科员，日本占领济南后任伪济南警察局卫生科庶务主任。1947年任国民党政府济南市戒烟院院长，中华人民共和国成立后到济南市公安医院当医生，不久因病休养。1961年到上海张春桥家中同住，1972年因心脏病去世。
母亲：宋惠卿（1894-1977），山东巨野宗庄人，1977年4月自杀于上海。
妻子：文靜（1916-），原名李若文，又名李淑芳、李严，父亲曾担任中国银行天津分行的副经理，家境富裕:666。李若文毕业于燕京大学新闻系，1943年春与在晋察冀边区北岳区党委宣传部任宣传干事的张春桥相识相恋。同年底日軍大掃蕩時李若文受伤被捕，押到石家莊後参与编写反共材料和参加反共演出:667。1945年日本投降前夕，李若文离开日军的控制，投靠當時時任《晉察冀日報》副總編輯的張春橋，张安排她進報社當編輯，並改名文靜。抗戰勝利後，1947年他們在張家口結婚，1949年文靜隨张春桥被安排在上海市委辦公廳工作。张春桥成为上海一把手后，文静获得了相当的政治地位。但随后其“叛徒”身份逐渐曝光，迫于政治压力，兩人於1973年離婚，離婚雖經中央批准，但沒有公開。1976年张被捕之后，官方说法是文靜“自首叛变，充当日本特务。张春桥对她长期进行包庇。”1998年張春橋出獄後仍和文靜共同在江阴生活，后文静罹患阿尔茨海默病，回上海中山医院治疗:806。
張春橋與其妻文靜育有三女一子：张维维、张海娃、张薇薇、张旗。
张春桥有五弟一妹：张板桥、张秋桥、张铁桥、张济桥、张月桥和张佩瑛。
张秋桥，曾任总政治部宣传部副部长，张春桥被捕之后，张秋桥也被隔离审查。
张佩瑛，曾任上海第一医学院妇产科医院党支部书记，1974年因手术麻醉事故去世。

## 延伸阅读
- 叶永烈，《张春桥传——叶永烈纪实文集》
- 史云编著《张春桥姚文元实传：自传、日记、供词》，三联书店（香港）有限公司出版
- 郑重，《张春桥：1949及其后》，香港：中文大学出版社，2017，ISBN 9789629966973